# La Paloma (Durazno)
Ne doit pas être confondu avec La Paloma (Rocha).
Pour les articles homonymes, voir Paloma.
La Paloma est une ville de l'Uruguay située dans le département de Durazno. C'est le centre géographique de l'Uruguay.Sa population est de 1 547 habitants.

## Histoire
La Paloma (espagnol: le pigeon) a été fondée le 12 décembre 1884.

## Population
| Année | Population |
| ----- | ---------- |
| 1963  | 1 437      |
| 1975  | 1 554      |
| 1985  | 1 242      |
| 1996  | 1 374      |
| 2004  | 1 547      |

Référence,: